# Stronnictwo hetmańskie

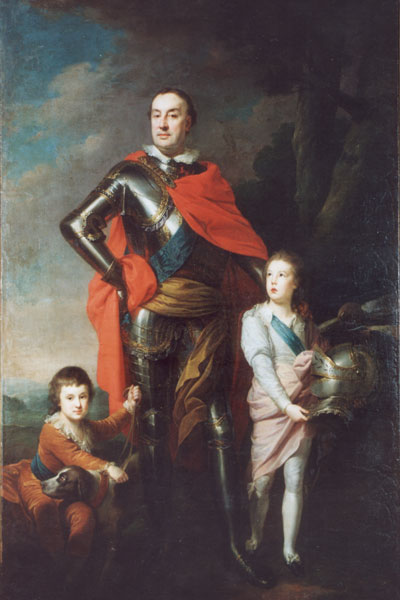
Franciszek Ksawery Branicki

Stronnictwo hetmańskie (frakcja republikańska) – konserwatywne prorosyjskie stronnictwo polityczne sprzeciwiające się reformom Stanisława Augusta Poniatowskiego i uzasadniające swoje stanowisko obroną wartości patriotycznych i dążące do utrzymania liberum veto. Stronnictwo hetmańskie było wspierane finansowo przez Imperium Rosyjskie. 
Głównymi działaczami byli: hetman wielki koronny Franciszek Ksawery Branicki, hetman polny koronny Seweryn Rzewuski, Stanisław Szczęsny Potocki, którzy byli współtwórcami w 1792 roku Konfederacji targowickiej. Stronnictwo popierał też Kazimierz Nestor Sapieha, który w późniejszym okresie zmienił poglądy. 
Po porażkach związanych z uchwaleniem Konstytucji 3 maja, stronnictwo to odniosło krótkotrwałe zwycięstwo po przegranej przez Rzeczpospolitą w 1792 roku wojnie w obronie Konstytucji 3 maja. Dzięki zwycięstwu Rosji przedstawiciele Stronnictwa hetmańskiego przejęli władzę w Rzeczypospolitej. 
Przedstawiciele stronnictwa odbyli uroczyste poselstwo 14 listopada 1792 do Katarzyny II, którzy podziękowali jej, że zechciała przywrócić wolność i ustrój republikański w Polsce. Nie skrywając swych wiernopoddańczych uczuć żywionych dla cesarzowej Rosji, Franciszek Ksawery Branicki, Seweryn Rzewuski, Szymon Marcin Kossakowski i wyrazili wówczas swą radość, że gdy despotyzm osiadł tron polski, na nieszczęśliwy naród wejrzał Bóg i Katarzyna.
W czasie Insurekcji kościuszkowskiej członkowie Stronnictwa hetmańskiego zostali skazani na śmierć za zdradę (Franciszek Ksawery Branicki, Seweryn Rzewuski, Stanisław Szczęsny Potocki, biskup inflancki Józef Kazimierz Kossakowski, hetman wielki koronny Piotr Ożarowski, marszałek Rady Nieustającej Józef Ankwicz, hetman polny litewski Józef Zabiełło, biskup wileński Ignacy Massalski, kasztelan przemyski Antoni Czetwertyński).
Stronnictwo to utraciło wpływy w 1795 roku na skutek likwidacji państwa w wyniku III rozbioru Polski.